# Lmg 25
Lmg-25 (нем. Leichtes Maschinengewehr 1925; известен также как «Fusil-mitrailleur modèle 1925», «Furrer M25» или «FM-25») — швейцарский ручной пулемёт, разработанный в первой половине 1920-х годов полковником Адольфом Фуррером, начальником правительственного арсенала Waffenfabrik Bern (W+F) в швейцарском городе Берн.

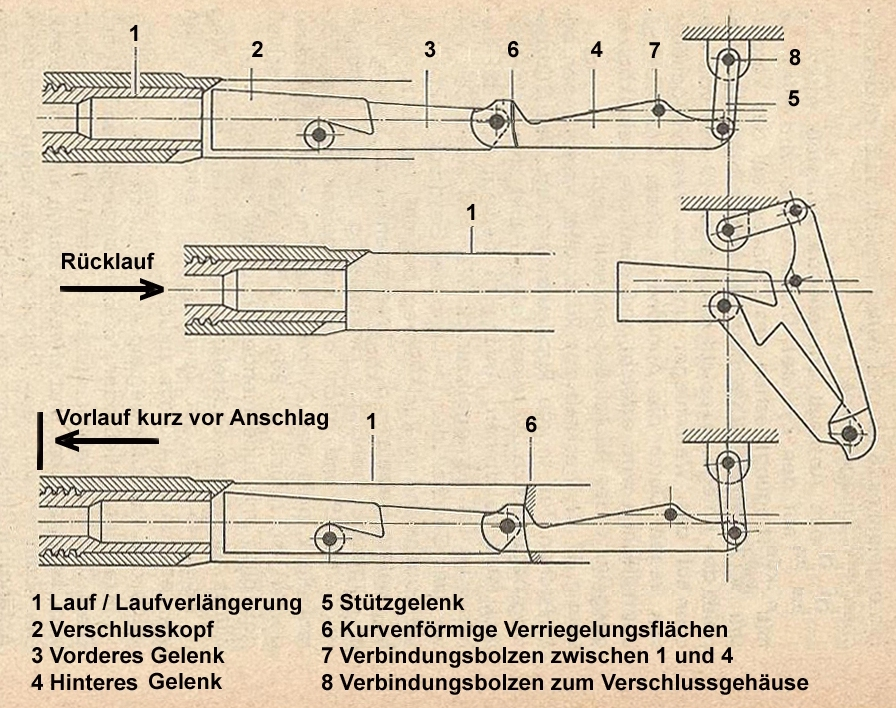
Работа затвора и автоматики Lmg 25 (на немецком языке)

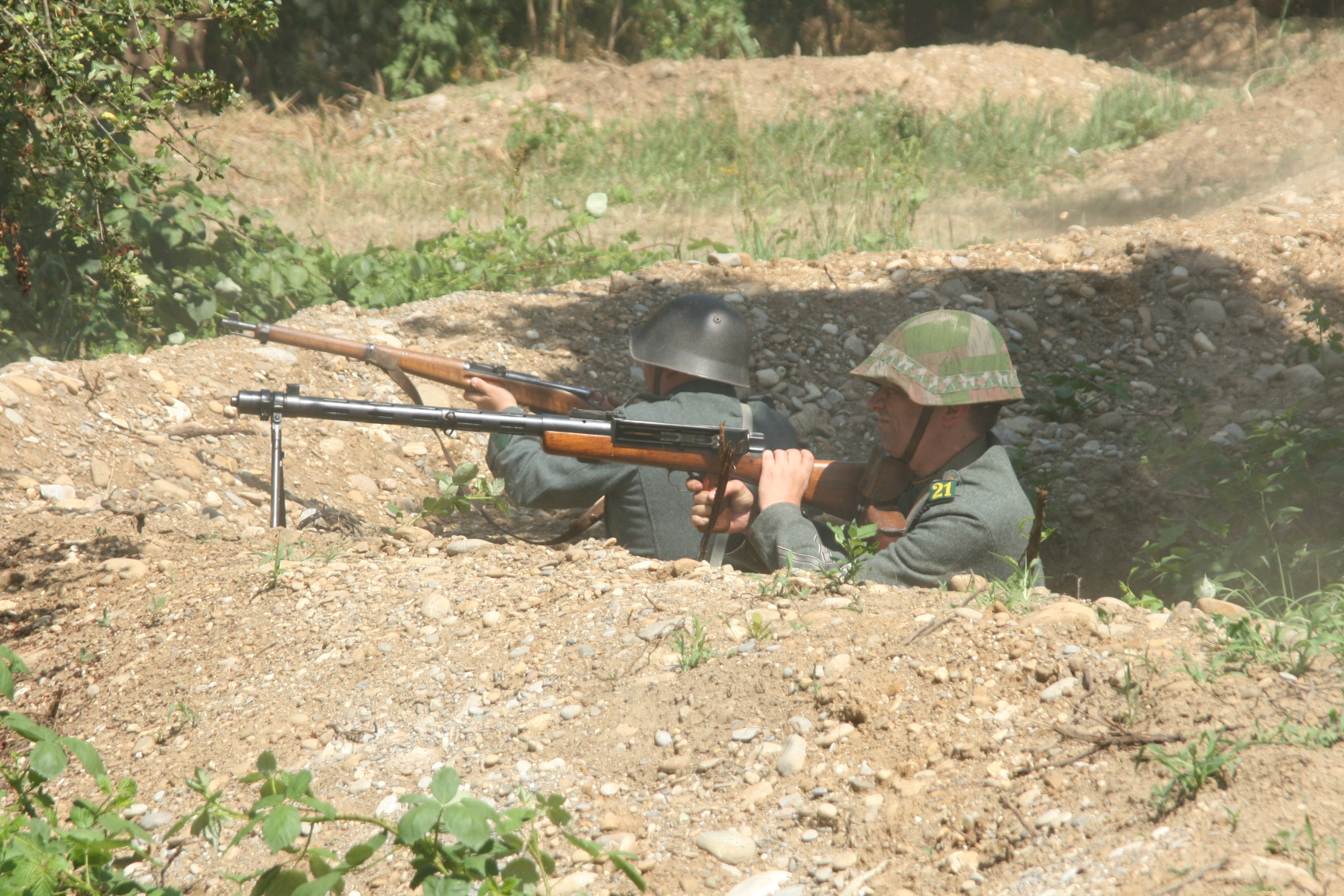
Lmg 25 у швейцарского военнослужащего

## История
В 1925 году этот пулемёт принят на вооружение Швейцарской Армии, где применялся до конца 1950-х — начала 1960-х годов, когда в Швейцарскую Армию стали поступать автоматические винтовки Stgw.57 под тот же патрон, имевшие характеристики, близкие к ручному пулемёту. На экспорт этот пулемёт практически не поставляли. Подобно многим другим системам швейцарского производства, ручной пулемёт Furrer Lmg-25 отличало высокое качество изготовления и высокая цена, отличные надёжность, живучесть и точность стрельбы.

## Работа частей и комплектация
Ручной пулемёт Furrer Lmg-25 с автоматикой использующей энергию отдачи с коротким ходом ствола. Запирание затвора коленчатой парой рычагов в горизонтальной плоскости, в отличие от пулемётов Максима или Люгера в Lmg-25 была третья тяга, связывавшая задний рычаг запирающего узла с неподвижной ствольной коробкой. Этим обеспечивалась постоянная кинематическая связь затвора с подвижным стволом, при большей скорости отката и наката затвора. Эта конструкция теоретически повышала надежность работы автоматики из-за использования массы ствола на всем цикле движения затвора, но она также усложняла конструкцию и предъявляла высокие требования к точности пригонки частей. Питание патронами из примыкаемых справа коробчатых магазинов на 30 патронов, выброс стрелянных гильз горизонтально влево. Вырез в левой стенке ствольной коробки, в котором двигались запирающие рычаги, в походном положении закрывали пылезащитной крышкой. Ствол пулемёта с воздушным охлаждением допускал быструю замену, но при смене ствола также заменяли и весь затворный блок, связанный со стволом запирающими рычагами. Стрельба с открытого затвора, при этом спуск ударника при выкате подвижных частей, что обеспечивало снижение пиковой отдачи. Пулемёт обычно комплектовали деревянными прикладом, пистолетной рукояткой и двуногой складной сошкой. Дополнительно могли использовать заднюю опору (крепившуяся под цевьё или приклад) или пехотный станок-треногу.